# Lucien Bertrand
Ne doit pas être confondu avec Lucien et Agnès Bertrand.
Lucien Joseph Bertrand, né le 9 octobre 1847 à Eygalayes (Drôme) et décédé le 6 décembre 1929 à Lachau (Drôme), est un homme politique français.

## Biographie
Notaire, il s'engage très tôt du côté des républicains. Maire de Séderon, conseiller général, il est député de la Drôme de 1902 à 1919, inscrit au groupe radical-socialiste.

## Sources